# 郵便局員ねこ
『郵便局員ねこ』（ゆうびんきょくいんねこ、The Post Office Cat）はアメリカの絵本作家ゲイル・E・ヘイリーによる絵本。1976年にイギリス・The Bodley Head社より発行。日本では芦野あき訳でほるぷ出版より発売されている（現在は既に絶版）。

## 概要
舞台は19世紀前半（ヴィクトリア朝）のロンドン。街のいたるところにねずみがはびこり、甚大な被害を与えていた。被害は住宅地や食料品店のみならず、公共機関にまで及んでおり、女王陛下直属の王立郵便局でも郵便物や為替がねずみにかじられるなどの損害があった。
片田舎の酪農場で生まれたねこのクレアが、さまざまな苦難の末に「女王陛下直属郵便局員ねこ」として王立郵便局に採用されるまでを描いている。
1976年にケイト・グリーナウェイ賞を受賞。

## あらすじ
片田舎の酪農場で生まれた子ねこのクレア。しかし、生まれた酪農場ではねこが多く飼われているため、まともな食事にありつくのも一苦労である。クレアは餌が豊富にもらえる場所を探しに行くため、牛乳運搬車にこっそり潜り込んで大都会ロンドンに繰り出したのだった。
当初、クレアは公園に住み着いた。ピクニックに来た人から餌がもらえるし、日が当った芝生は心地よい。ところが、冬が近づくにつれて、餌をくれる人も温かい芝生もなくなってしまった。クレアは、餌がもらえそうな食料品店や料理店に行くが、既にそこではねこが飼われており、もはやクレアの入り込む隙などどこにもなかった。街の野良ねこにまで追い払われる始末で、クレアは食べ物が少なかった故郷の酪農場が恋しくなるのだった。
そのころ、ロンドンにある王立郵便局では、甚大なねずみの被害に頭を抱えていた。郵便物はかじられ、切手の引き出しにねずみが住み着き、掃除をすれば上からねずみが落ちてくる。そんな大騒ぎの最中にあっても、ねずみはずうずうしくも郵便物の山に座って、封筒をかじっている……。
度重なる苦情に、思わず局長が「いま必要なのはねこ、ねこであります!」と叫んだ瞬間、その様子を外から見ていたクレアは郵便局に躍り込み、見事ねずみを捕まえたのだった。
局長にその場で採用されたクレアは、その日から「女王陛下直属郵便局員ねこ」として郵便局に雇われることになった。“H.M.P.O.C.（女王陛下直属郵便局員ねこ）”と彫ったメダルが下げられた首輪を与えられ、クレアはさまざまな苦難の末にようやく安住の地を得たのである。

## 書誌情報
- The Post Office Cat 1976年6月3日初版 ISBN 9780370107585
- 郵便局員ねこ 1979年12月初版 ISBN 9784593501168